# Michal Daněk
Michal Daněk (* 6. Juli 1983 in Pilsen, Tschechoslowakei) ist ein tschechischer Fußballspieler. Der Torwart steht seit 2012 bei Dynamo České Budějovice unter Vertrag.

## Vereinskarriere
Daněk begann mit dem Fußballspielen in Hlučín, im Alter von acht Jahren wechselte er zu Baník Ostrava. Zur Saison 2002/03 wurde der Torwart in den Profikader aufgenommen und war hinter Jan Laštůvka und Martin Raška die Nummer drei.
Ohne Einsatz wurde er im Juli 2004 an den damaligen Zweitligisten SK Kladno ausgeliehen, für den er 18 Ligaspiele absolvierte. In der Hinrunde der Saison 2005/06 war Daněk an Chmel Blšany verliehen. Er kehrte in der Winterpause nach Ostrava zurück, blieb aber hinter Raška nur Ersatzkeeper.
Im Sommer 2006 wurde der ehemalige Juniorennationalspieler von Viktoria Pilsen verpflichtet, wo er von Anfang an einen Stammplatz sicher hatte und sich zu einem der stärksten Torhüter der Liga entwickelte. Im Januar 2008 wurde Daněk bis Saisonende an den englischen Zweitligisten West Bromwich Albion ausgeliehen.
Dort saß er im Frühjahr 2008 auf der Ersatzbank und kam nur zu Einsätzen in der Reservemannschaft. Im August 2008 löste West Bromwich Albion den Leihvertrag mit dem Torhüter auf, der sich anschließend dem FK Teplice anschloss. Im Januar 2009 kehrte Daněk nach Pilsen zurück. Anfang 2009 kehrte Daněk nach Pilsen zurück, wo er Stammkeeper war. Zur Saison 2010/11 wechselte Daněk für ein Jahr auf Leihbasis zu seinem ehemaligen Klub Baník Ostrava.

## Nationalmannschaft
Daněk durchlief alle tschechischen Juniorenauswahlmannschaften von der U-15 bis zur U-21. Insgesamt absolvierte der Torwart 52 Länderspiele auf der Juniorenebene. Im Spiel der Tschechischen Nationalmannschaft gegen Zypern am 21. November 2007 saß Daněk auf der Ersatzbank.